# Cokato
Cokato è una città degli Stati Uniti d'America, situata in Minnesota, nella Contea di Wright.